# Ивет Карт-Бланш
Ивет Карт-Бланш е измислена героиня в популярната комедийна поредица на BBC „Ало, ало!“ (1982-1992). Ролята е изиграна от актрисата Вики Мишел. В българския дублаж се озвучава от Ева Демирева.

## Описание на героя

### Роля
Ивет работи денем като сервитьорка в ресторанта на Рене, а нощем припечелва като проститутка. Макар че продава тялото си за малко парафин, бензин, захар и краве масло, нейната истинска любов е собственикът Артоа. Известна е с репликата си „Ооо, Рене“, придружена от ръмжене и прегръдка. Съпругата на Рене, мадам Èдит, често ги хваща прегърнати, но Рене винаги има подходящо обяснение, което винаги започва с „Ама че си глупава!“.

### Подбрани моменти
Най-добрата приятелка на Ивет е Мария Ресамие, другата сервитьорка в сериала; тя изчезва след третия сезон на комедията, когато по погрешка е изпратена по пощата в Швецария. Мишел от съпротивата предлага Мимѝ Лабонк за новото попълнение в персонала на кафенето, с която Ивет си съперничи. Кавгите им обикновено започват с шега на Ивет по адрес на ниския ръст на Мимѝ и завършват с „женско сръчкване и дърпане на коси“.
Последният епизод на Ивет приключва с бягството ѝ с Рене с колата на лейтенант Хуберт Грубер. Мечтата ѝ да избяга с Рене и да се оженят се изпълва.
Вики Мишел играе Ивет и в сценичната продукция на „Ало, ало“ и в турнето на „Ало, ало!“ в Австралия.